# Claude Richard (botaniste)
Pour les articles homonymes, voir Richard et Claude Richard.
Claude Richard, né le 13 août 1705 à Saint-Germain-en-Laye et mort le 21 novembre 1784 à Versailles, est un botaniste français.

## Biographie
Fils d'autre Claude Richard, jardinier du chancelier d'Aligre, il fut jardinier d’un riche jacobite anglais, le duc de Mar, établi à Saint-Germain-en-Laye, passionné de fleurs, d’horticulture et de botanique et qui lui fit don de son jardin lorsqu’il regagna l’Angleterre pour échapper à ses créanciers. Bien que ne disposant pas de ressources pour entretenir cette belle collection, il établit sa résidence dans ces serres chaudes et consacré toute son énergie à trouver de nouvelles méthodes de cultures, sous l'initiation de Louis Guillaume Le Monnier. La renommée qu'il acquit fut remarquée par le duc de Noailles.
Claude Richard fut appelé en 1750 par Louis XV pour créer le jardin botanique du Petit Trianon. Avec le titre de jardinier-fleuriste, il créa un premier jardin potager, puis un fleuriste, une orangerie et plusieurs serres chaudes ou sans feu.
Son fils Antoine (24 octobre 1735 – 28 janvier 1807), élève de Bernard de Jussieu, fut nommé son adjoint en 1767. Lorsque Marie-Antoinette transforma le jardin potager en jardin anglais, les collections furent alors transférées au Jardin du Roi, à Paris, par les soins de Claude et Antoine Richard. 
En mai 1781, il part pour les pour 8 ans dans les colonies d'Amérique (Guyane, Antilles). Il revient en France avec des collections considérables (plus de 3000 plantes sans compter les animaux et les insectes), au printemps de 1789.
Claude laissa, en 1782, sa charge à son fils qui devint le jardinier de la reine.
L’une de ses filles, Dorothée Ambroise, avait épousé Dominique-Madeleine Moisy, jardinier en chef du duc de Biron pour lequel il créa le jardin de son hôtel parisien, aujourd’hui le musée Rodin.
Louis Claude Richard est son petit-fils et le neveu d'Antoine Richard.